# 泊町
泊町為過去位於日本富山縣東北部的行政區劃，轄區北側臨富山灣，已於1954年合併為朝日町。

## 歷史
本地過去在令制國時代屬於越中國新川郡，在12世紀時後曾由宮崎氏所統治，並在東側的城山建有宮崎城，由於地處越中國接鄰越前國之處，在15世紀後成為上杉氏侵入越中國的前線。
16世紀末以後成為前田氏加賀藩的領地，由於依然是加賀藩藩領最東端的邊界，加賀藩在城山東側靠近境川處設立境關所負責邊界的管理,同時在城山西側的此地平原區域則形成了宿場町。
19世紀末明治維新實施廢藩置縣後改隸屬金澤縣，在1871年的第一次府縣整併後被劃入新設立的新川縣，不過在1876年的第二次府縣整併中，隨著新川縣被併入由原金澤縣更名而成的石川縣，最後在1883年過去原屬越中國的區域才再次從石川縣中分割出，設立為富山縣。
1889年日本實施町村制，設立泊町，直到1954年與周邊的大家村、山崎村、南保村、五箇村、宮崎村、境村合併為朝日町。

### 變遷表
| 1889年4月1日 | 1912年 - 1944年 | 1945年 - 1954年           | 1955年 - 1989年         | 1989年 - 現在           | 現在                    |
| ------------ | --------------- | ------------------------- | ----------------------- | ----------------------- | ----------------------- |
| 舟見町       | 舟見町          | 舟見町                    | 1959年1月1日 併入入善町 | 1959年1月1日 併入入善町 | 1959年1月1日 併入入善町 |
| 野中村       | 野中村          | 1954年11月20日 併入朝日町 | 1959年1月1日 併入入善町 | 1959年1月1日 併入入善町 | 1959年1月1日 併入入善町 |
| 野中村       | 野中村          | 1954年11月20日 併入朝日町 |                         |                         |                         |
| 大家村       | 大家村          | 1954年8月1日 合併為朝日町 | 朝日町                  | 朝日町                  | 朝日町                  |
| 山崎村       |                 | 1954年8月1日 合併為朝日町 | 朝日町                  | 朝日町                  | 朝日町                  |
| 南保村       |                 | 1954年8月1日 合併為朝日町 | 朝日町                  | 朝日町                  | 朝日町                  |
| 五箇村       |                 | 1954年8月1日 合併為朝日町 | 朝日町                  | 朝日町                  | 朝日町                  |
| 泊町         |                 | 1954年8月1日 合併為朝日町 | 朝日町                  | 朝日町                  | 朝日町                  |
| 宮崎村       |                 | 1954年8月1日 合併為朝日町 | 朝日町                  | 朝日町                  | 朝日町                  |
| 境村         |                 | 1954年8月1日 合併為朝日町 | 朝日町                  | 朝日町                  | 朝日町                  |

## 交通

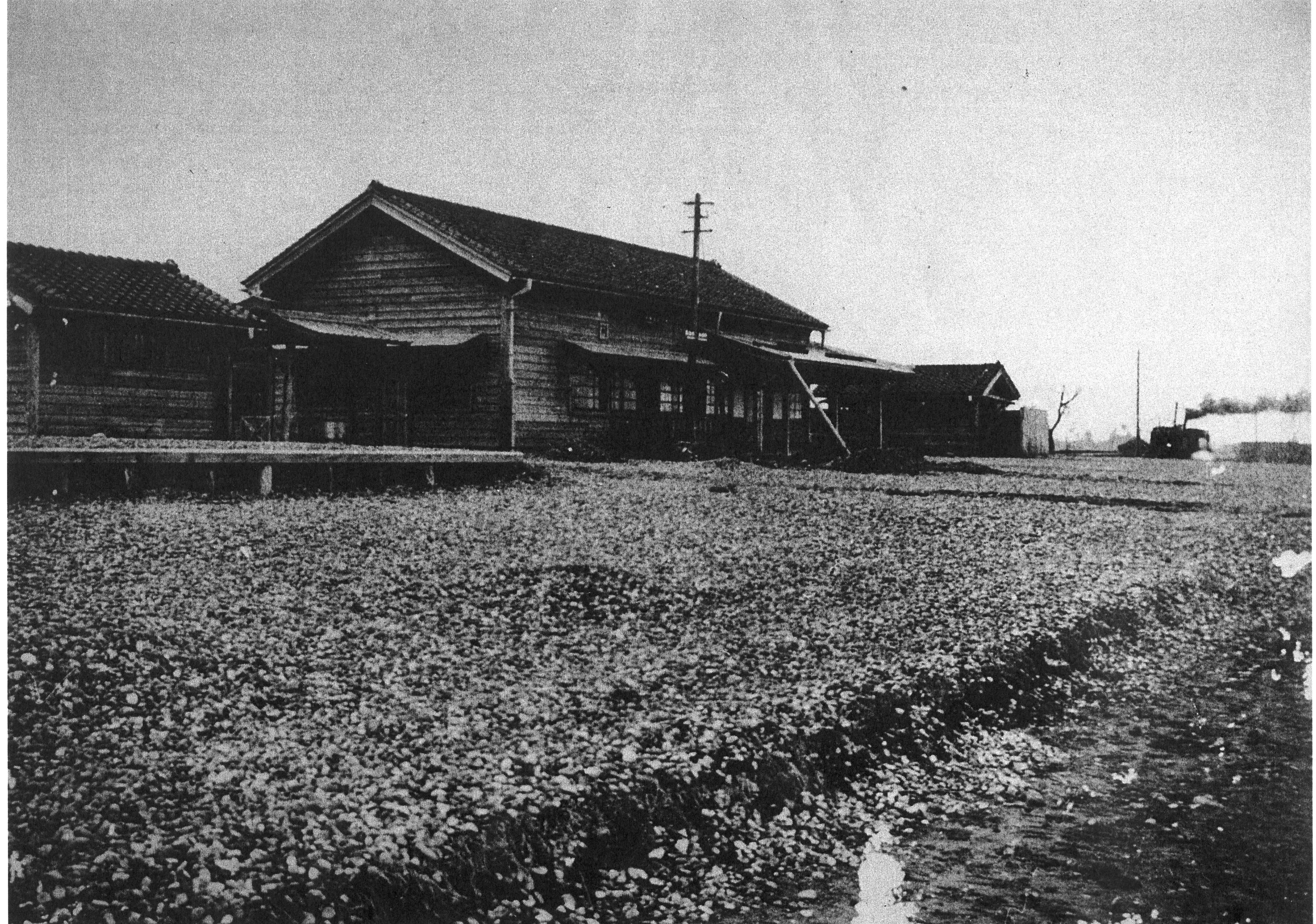
1910年通車啟用時的泊車站

過去日本國有鐵道北陸本線以東西向自市區內通過，並設有泊車站，也是町內對外最主要的聯絡交通。

### 鐵路
- 日本國有鐵道
  - 北陸本線：（←五箇村） - 泊車站 - （宮崎村（日语：宮崎村 (富山県)）→）